# جيمس جونسون دودرستادت
جيمس جونسون دودرستادت (بالإنجليزية: James Duderstadt)‏ (و. 1942 – م) هو أكاديمي من الولايات المتحدة الأمريكية . ولد في فورت ماديسون. كان عضواً في الأكاديمية الوطنية للهندسة. تعلم في معهد كاليفورنيا للتقنية، وجامعة ييل